# Proxyon
Proxyon is een Nederlands spacesynth-project. Het project werd in 1987 opgericht door Michiel van der Kuy (die ook werkte in soortgelijke spacesynth-projecten als Laser Dance, Koto, Rygar en Area 51) en Rob van Eijk.

## Geschiedenis van Proxyon
Proxyon gaf zijn eerste single, Space Hopper, in 1987 uit onder de Rams Horn Records label. De eerste twee albums (Proxyon en The Interplanetary Mission) werden mede-geproduceerd door Michiel van Eijk en Rob van Eijk, en samengesteld door de Nederlandse synthpopmuzikant Michiel van der Kuy. Het derde album, The Return Of Tarah, had een iets ander geluid, want het is gemaakt door een andere producer die zichzelf 'Jay Vee' noemt.

## Discografie

### Albums
1. 1989: Proxyon
2. 1992: The Interplanetary Mission
3. 1993: The Return Of Tarah

### Compilatiealbums
1. 1995: Space Intermission
2. 2005: Hypersound Outta Space (verzamelalbum)

### Singles
1. 1987: Space Hopper
2. 1988: Space Travellers
3. 1988: Space Travellers / Space Warriors / Space Hopper
4. 1988: Space Warriors
5. 1989: Space Guards
6. 1990: Magic Space Fly
7. 1991: Space Force

### Diversen
1. 2008: Space Force (Mp3 formaat)
2. 2008: Space Warriors (Mp3 formaat)